# Slezské Vlkovice

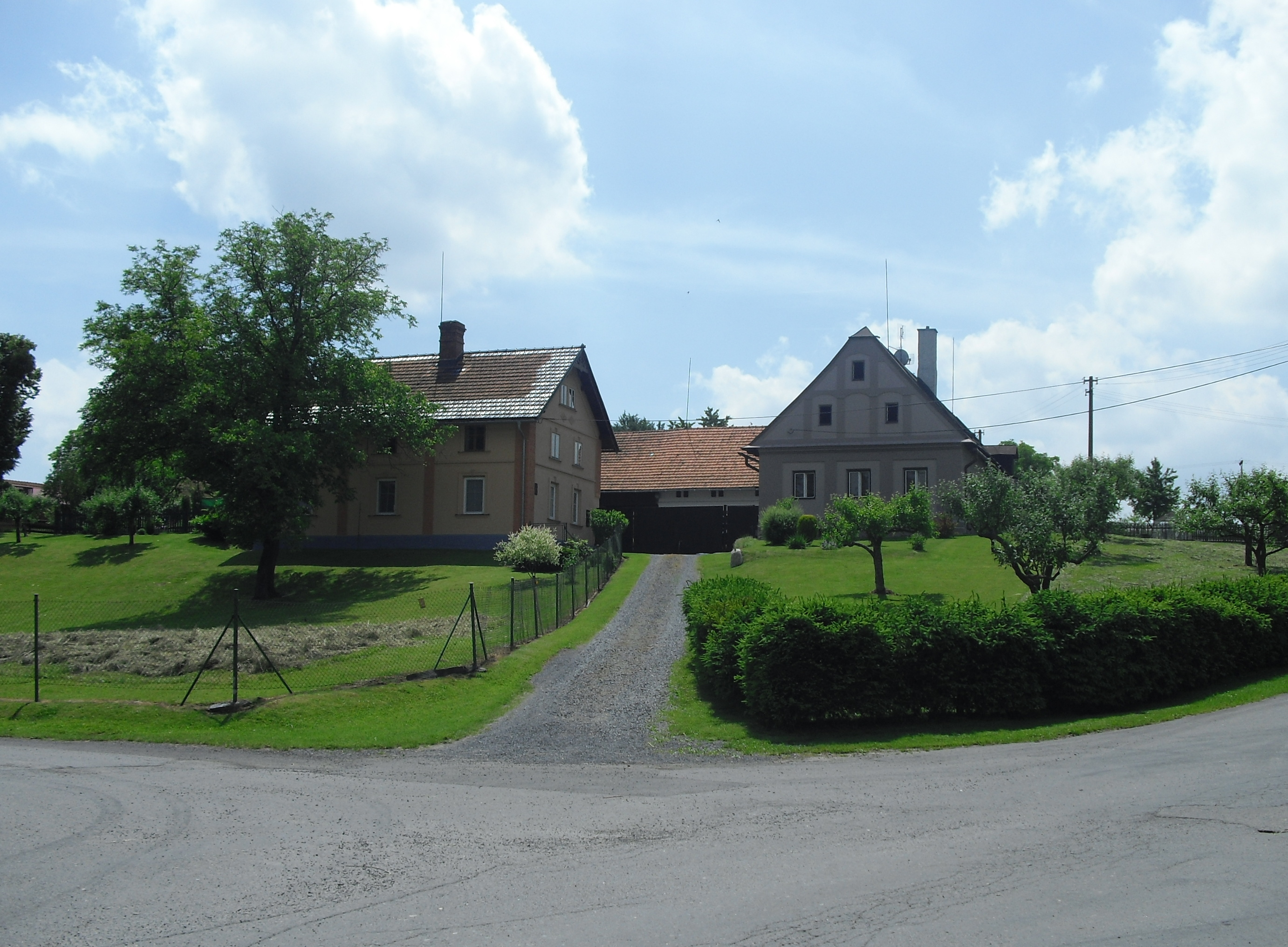
Gehöft Nr. 70

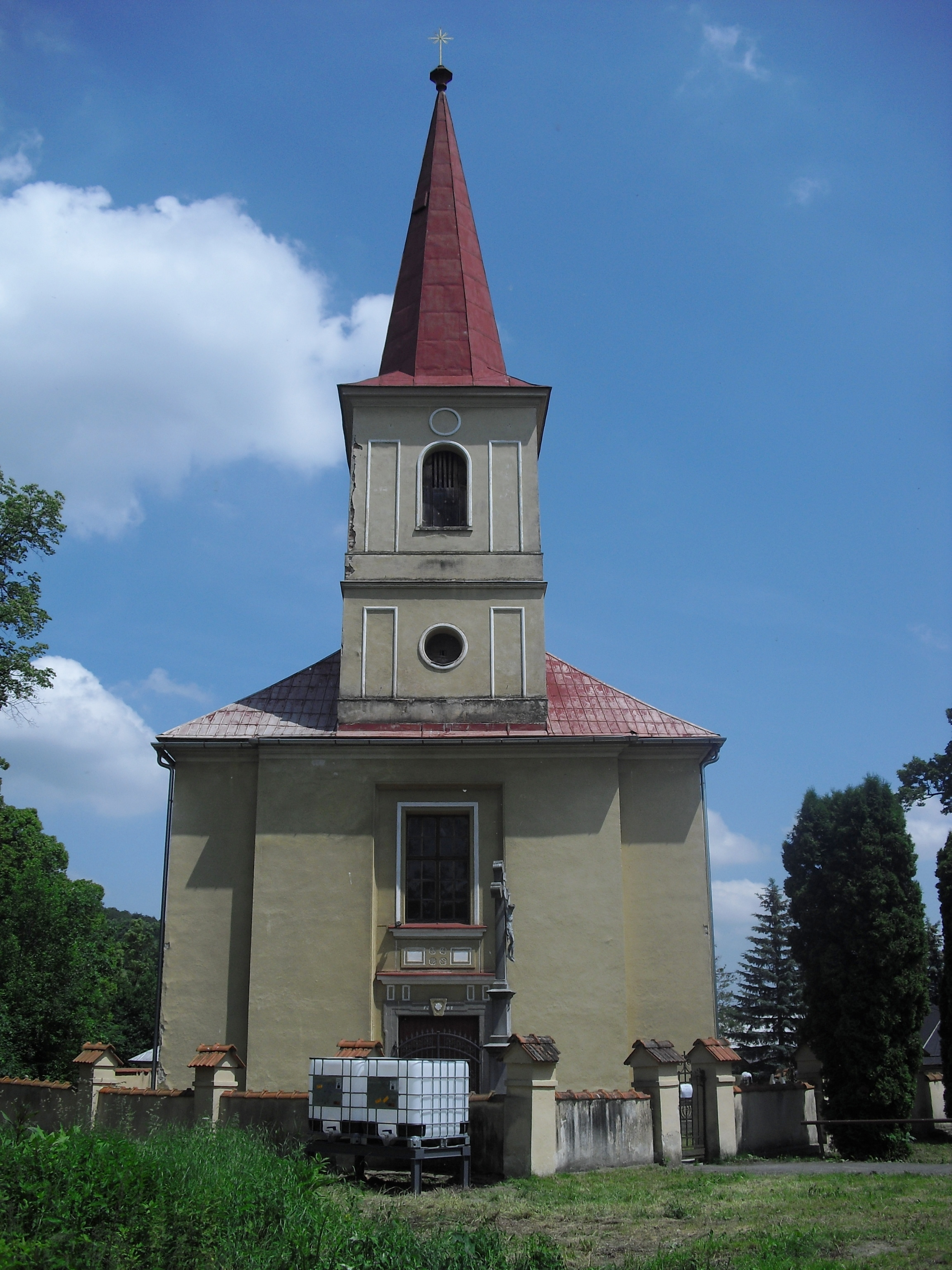
Kirche des hl. Nikolaus

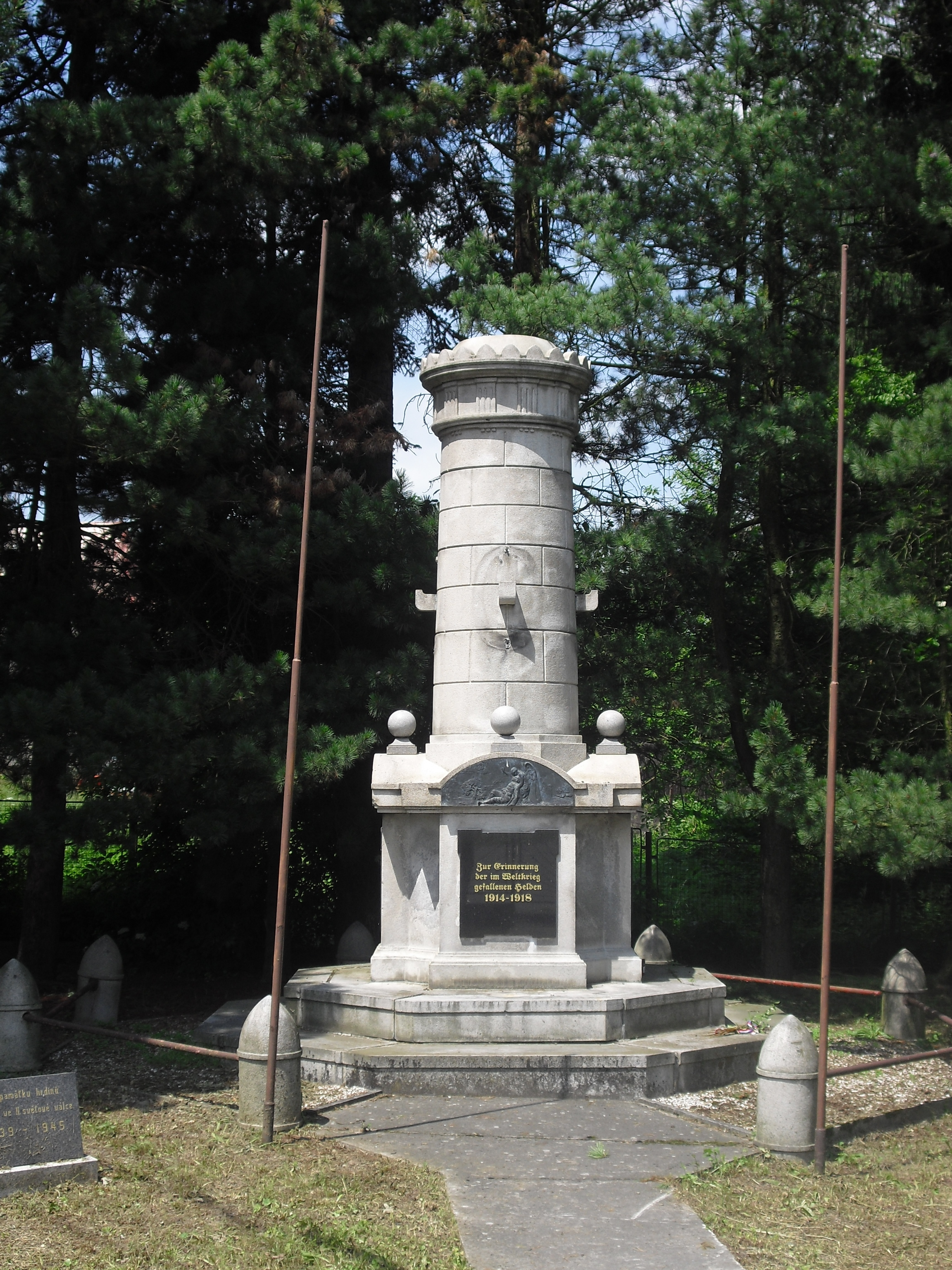
Denkmal für die Gefallenen des Ersten Weltkrieges

Slezské Vlkovice (deutsch Schlesisch Wolfsdorf) ist eine Grundsiedlungseinheit der Stadt Fulnek in Tschechien. Sie liegt viereinhalb Kilometer nordwestlich von Fulnek und gehört zum Okres Nový Jičín. Gemeinsam mit Moravské Vlkovice (Mährisch Wolfsdorf) bildet Slezské Vlkovice den Ortsteil Vlkovice (Wolfsdorf bei Fulnek).

## Geographie
Der zusammen mit Moravské Vlkovice als ein Hufendorf angelegte Ort erstreckt sich auf einer Länge von knapp drei Kilometern in der Vítkovská vrchovina (Wigstadtler Bergland) an drei ineinander fließenden Bächen. Das Oberdorf liegt im unteren Tal des Vlkovický potok, das Mitteldorf am Unterlauf des Kamenný potok (Hartenbach) und das Niederdorf rechtsseitig des Husí potok (Steinbach). Im Norden erhebt sich der Za Duškem (Viehberg, 473 m n.m.), nordöstlich der Stříbrný kopec (Jogesried, 463 m n.m.), im Südosten die Stříbrná hůrka (Jogesriedberg, 396 m n.m.) und der Mlýnský kopec (Mühlberg, 398 m n.m.) sowie südlich der Wolfsberg (378 m n.m.) und der Hutberg (433 m n.m.). Das Dorf liegt im Naturpark Oderské vrchy.
Nachbarorte sind Dolejší Kunčice (Kunzendorf) und Jančí (Jantsch) im Norden, Vrchy (Waltersdorf) im Nordosten, Moravské Vlkovice im Osten, Jerlochovice (Gerlsdorf) und Jestřabí (Jastersdorf) im Südosten, Tošovice (Taschendorf) und Vítovka (Werdenberg) im Süden, Jakubčovice nad Odrou (Jogsdorf) und Heřmanice u Oder (Groß Hermsdorf) im Südwesten, Véska (Dörfel) im Westen sowie Kamenka (Kamitz) im Nordwesten.

## Geschichte
Wolfsdorf wurde im Jahre 1306 durch die Benediktinerpropstei Brzezow nach Leobschützer Recht gegründet. Benannt wurde das Dorf vermutlich nach dem Propst Lupus (Wolf). Wahrscheinlich in der Mitte des 14. Jahrhunderts erwarben die Herren von Sternberg das Dorf und schlugen es ihrer Herrschaft Odra zu. 1360 bestätigte Albert von Sternberg dem Wolfsdorfer Richter Jaksch die von seinen Vorfahren gewährten Privilegien einer freien Hube mit dem Recht der Ansiedlung je eines Fleischers, Bäckers, Schmiedes und Schusters sowie einer brauberechtigen Schänke und einer einradigen Mühle. Im Jahre 1374 befreiten die Grundherren Albert von Sternberg und dessen Neffe Peter die Bauern in Lupi villa maior (Groß Wolfsdorf) und Lupi villa minor (Klein Wolfsdorf) vom Heimfall. Getrennt waren die beiden Teile des Dorfes durch den Steinbach (Husí potok).
Im Jahre 1470 trat der Odrauer Grundherr, Hieronymus II. von Liderau Lupi villa minor an den König Georg von Podiebrad ab, der den Anteil seiner Herrschaft Fulnek zuschlug. Damit gehörten die Groß- und Kleinseite des Dorfes fortan zu unterschiedlichen Grundherrschaften. 1485 erfolgte der Bau einer hölzernen Kirche. Als 1493 zur Beilegung des Streites wegen der Einlegung der Herrschaften Fulnek und Odra in die mährische Landtafel eine neue Grenzziehung zwischen Mähren und den Herzogtum Troppau vorgenommen wurde, verblieb die Herrschaft Odra – und damit auch Groß-Wolfsdorf – bei Schlesien; die Grenze zu Mähren bildete hier der Steinbach. Die Unterscheidung zwischen Groß- und Klein-Wolfsdorf war nur von kurzer Dauer. Beide Teile wurden zumeist als Wolfsdorf bezeichnet. Der tschechische Ortsname Vlkovice ist seit 1568 nachweislich, aus dem Jahre 1635 ist die Namensform Vlčkovice überliefert. Die ersten Kirchenbücher wurden 1611 in Odra geführt.
Die 1784 errichtete Schule war das erste steinerne Gebäude im Ort; unterrichtet wurden hier auch die Kinder aus dem mährischen Wolfsdorf. Im Jahre 1785 wurde Wolfsdorf nach Dörfel umgepfarrt. 1803 erfolgte der Abbruch der alten Holzkirche, im Jahr darauf wurde die heutige Kirche geweiht. Der Ortsname Schlesisch Wolfsdorf entstand in der ersten Hälfte des 19. Jahrhunderts und wurde alternativ zu Wolfsdorf verwendet.
Im Jahre 1834 bestand das im Troppauer Kreis an der Kommerzialstraße nach Troppau gelegene und mit Mährisch Wolfsdorf zusammenhängende Dorf Schlesisch Wolfsdorf aus 45 unregelmäßig angeordneten hölzernen Häusern, in denen 335 deutschsprachige und katholische Personen lebten. Haupterwerbsquellen waren Ackerbau, Viehzucht und Obstbau. Die Nutzfläche umfasste 454 Joch ertragreiches Ackerland, 197 Joch Hutweiden, 141 Joch Wiesen und 45 Joch Wald. Im Ort gab es eine Filialkirche, ein Lokalistenhaus, eine Erbrichterei, eine Schule und eine Mahlmühle. Pfarrort war Dörfel. Ab 1842 ist für ein Jahrzehnt die tschechische Namensform Vlková nachweislich. Bis zur Mitte des 19. Jahrhunderts blieb Schlesisch Wolfsdorf der Minderherrschaft Oderau untertänig.
Nach der Aufhebung der Patrimonialherrschaften bildete Schlesisch Wolfsdorf bzw. Wolfsdorf / Vlkovice ab 1849 eine Gemeinde im Gerichtsbezirk Odrau. Ab 1869 gehörte das Dorf zum Bezirk Troppau. Zu dieser Zeit hatte das Dorf 299 Einwohner und bestand aus 45 Häusern. Ab 1873 wurde nur noch Schlesisch Wolfsdorf als deutscher Ortsname verwendet. Im Jahre 1886 führte der Steinbach ein schweres Hochwasser. 1893 wurde Slezské Vlkovice als tschechischer Ortsname eingeführt. Die Freiwillige Feuerwehr wurde 1893 gegründet. Im Jahre 1900 lebten in Schlesisch Wolfsdorf 285 Personen; 1910 waren es 259. Nach dem Zusammenbruch der k.k. Monarchie wurde das Dorf 1918 Teil der neu gebildeten Tschechoslowakei. Beim Zensus von 1921 lebten in den 43 Häusern der Gemeinde 265 Menschen, davon 258 Deutsche und sieben Tschechen.
Im Jahre 1930 bestand Schlesisch Wolfsdorf aus 67 Häusern und hatte 263 Einwohner; 1939 waren es 268. Nach dem Münchner Abkommen wurde die Gemeinde im Herbst 1938 dem Deutschen Reich zugeschlagen und gehörte bis 1945 zum Landkreis Neu Titschein. Im Jahre 1943 wurde Schlesisch Wolfsdorf mit Mährisch Wolfsdorf zur Gemeinde Wolfsdorf bei Fulnek zusammengeschlossen. Nach dem Ende des Zweiten Weltkrieges kam Slezské Vlkovice 1945 zur Tschechoslowakei zurück; der während der deutschen Besetzung erfolgte Zusammenschluss wurde rückgängig gemacht. Die meisten der deutschsprachigen Bewohner wurden 1946 vertrieben und das Dorf neu besiedelt. 1949 wurde Slezské Vlkovice dem Okres Vítkov zugeordnet. Zum 20. Dezember 1949 wurden Slezské Vlkovice und Moravské Vlkovice erneut zu einer Gemeinde Vlkovice fusioniert. Im Jahre 1950 bestand Slezské Vlkovice aus 40 Häusern und hatte 162 Einwohner. Die einklassige Dorfschule wurde 1957 geschlossen. Bei der Gebietsreform von 1960 erfolgte die Aufhebung des Okres Vítkov, seitdem gehört der Ort wieder zum Okres Nový Jičín. 1970 hatte Slezské Vlkovice 200 Einwohner. Am 1. April 1976 erfolgte die Eingemeindung nach Fulnek; dabei verlor Slezské Vlkovice seinen Ortsteilstatus. 1991 lebten in den 43 Häusern von Slezské Vlkovice 173 Personen. Beim Zensus von 2011 hatte das Dorf 158 Einwohner und bestand aus 57 Häusern.

## Ortsgliederung
Die Grundsiedlungseinheit Slezské Vlkovice gehört zum Ortsteil Vlkovice (Wolfsdorf bei Fulnek). Slezské Vlkovice bildet einen Katastralbezirk.

## Sehenswürdigkeiten
- Kirche St. Nikolaus, errichtet 1807 nach Plänen von Augustin Thalherr anstelle eines hölzernen Vorgängerbaus aus dem 15. Jahrhundert. Sie ist von einem Friedhof umgeben.
- Feldkapelle des hl. Hubertus, nördlich des Dorfes auf einer Anhöhe zwischen den Tälern des Kamenný potok und des Husí potok. Sie wurde 2005 an Stelle der Ruine der Jünger-Kapelle errichtet.
- Gemauerter Bildstock beim Haus Nr. 109 am westlichen Ortsrand
- Bildstock des hl. Valentin – genannt Valentinka, hinter dem Hutberg am Waldrand des Pohanský les im südlichen Teil der Gemarkung.
- Denkmal für die Gefallenen des Ersten Weltkrieges, in der Ortsmitte gegenüber dem Haus Nr. 35 neben der Brücke über den Husí potok. Es wurde 1922 durch die Gemeinden Schlesisch Wolfsdorf und Mährisch Wolfsdorf errichtet und 1999 mit Unterstützung ehemaliger deutscher Bewohner instand gesetzt. Neben dem Denkmal ist ein kleiner Gedenkstein für die Opfer des Zweiten Weltkrieges beigestellt.[5]
- Gedenkstein für Ferdinand Malcher († 1936), das bildstockähnliche Denkmal befindet sich westlich des Hutberges an einem Feldrain und erinnert an den Tod Malchers.
- Gellner-Kreuz gegenüber dem Haus Nr. 55 am Vlkovický potok im Oberdorf, das steinerne Gedenkkreuz erinnert an den 1916 in Russland gefallenen Otto Gellner und wurde 1922 errichtet.
- Gehöft Nr. 34
- Gehöft Nr. 66
- Winterlinde Vlkovická lípa hinter dem Gehöft Nr. 30.  Der 19 m hohe Baum hat einen Stammumfang von 5,95 m.
- Europäische Eibe Vlkovický tis hinter dem Haus Nr. 28. Die Höhe des Baums mit einem Stammumfang von 2,47 m beträgt 12 m